# 范文算
范文算（越南语：／，1844年—1912年），字安山、書齋，號福直，越南阮朝官員。

## 生平
绍治四年（1844年）二月三十日，范文算出生於河東省懷德府安朗村。祖父爲後黎朝鄉貢。
1874年因募兵有功補官。1877年至1878年，因戰功（1873年在山興宣）被特格提拔自正九品至從六品武官。1880年至1882年，先後在宣光、興化任通判，後被派任權摄鎮安知縣，後先後權攝三農知縣和領諒江知府。1889年至1890年，領宣光按察使，1890年至1891年權宣光布政使。後調回海防，隨後於1893年陞領海防巡撫，1896年領興安巡撫。
1908年，受封協佐大學士銜，1909年，受封太子少保銜。
1912年，范文算逝世，享壽69歲。現葬於棟多郡廊上坊。他被後代供奉於廊炮臺街（phố Pháo Đài Láng）56巷11號的范祥龍家中。

## 家庭
- 孙黎俊（真名阮瑞汪），1945年參加八月革命，後任職越南人民公安。[6][7]

## 外部鏈接
- Danh nhân làng Láng Phạm Văn Toán | Danh nhân Thăng Long - Hà Nội| 30/07/2023